# Semyhory
Semyhory (ukr. Семигори) – wieś na Ukrainie, w obwodzie kijowskim, w rejonie obuchowskim. W 2001 liczyła 405 mieszkańców, wśród których 400 jako ojczysty język wskazało ukraiński, 4 rosyjski, a 1 inny.